# Trans-en-Provence
 Trans-en-Provence  ( en occitano Tranç) es una población y comuna francesa, que se encuentra en la región de Provenza-Alpes-Costa Azul, departamento de Var, en el distrito de Draguignan y cantón de Draguignan.

## Demografía
| 1290 | 1530 | 2339 | 3156 | 4003 | 4780 |
| Para los censos de 1962 a 1999 la población legal corresponde a la población sin duplicidades (Fuente: INSEE [Consultar]) |      |      |      |      |      |